# Kosta Pećanac
Konstantin "Kosta" Milovanović, poznat po nadimku Pećanac (Dečani, 1879. – Sokobanja, 25. svibnja 1944.), četnički vojvoda tijekom prvog i drugog svjetskog rata.

## Životopis
Već u dobi od 25 godina imenovan je 1904. godine za četničkog vojvodu, u tada još posve mladom četničkom pokretu. Ratuje tijekom narednih godina u Makedoniji, gdje odlazi u više navrata. U balkanskim ratovima ratuje kao narednik u regularnoj vojsci Kraljevine Srbije.
Sudjelovao je u Balkanskim ratovima 1912./1913. kao pripadnik četničkih postrojbi. Tijekom prvog svjetskog rata zajedno s poraženom srpskom vojskom i srpskom vladom prebacio se na otok Krf. S činom poručnika, Pećanac je poslan u listopadu 1916. zrakoplovom natrag na područje Srbije, da osigura kontrolu nad pobunjenicima tijekom Topličkog ustanka; izgleda da se srpska vlada bojala represalija austrijskih okupacijskih vlasti nad narodom, pa je zadaća Koste Pećanca bila da okonča ustanak. Ustanici tome nisu bili skloni, a Pećanac je ostvario kontrolu nad odredom od stotinjak četnika s kojima je nastavio djelovati protiv Bugara. Ovaj angažman ga je poslije učinio najutjecajnijom osobom u četničkim organizacijama, te u njima srodnoj ORJUNI.
Pećanac je bio jedan od trojice najistaknutijih četničkih vođa između dva svjetska rata - uz Punišu Račića i Iliju Trifunovića-Birčanina.
Surađivao je s Nijemcima od prvog dana okupacije Jugoslavije. Bio je suparnik Draži Mihailoviću u borbi za kontrolu nad četnicima. Procjenjuje se da je u lipnju 1941. godine Pećanac kontrolirao oko 6500 ljudi, a u travnju 1942. godine oko 8500. Do kraja 1942. godine su njegove snage ili raspuštene, ili se stavile pod zapovjedništvo Draže Mihailovića.
Sa stotinjak svojih četnika odlazi krajem 1942. godine u Sokobanju; primaju oni ondje plaće od vlasti Nedićeve Srbije. Ubijen je u Sokobanji 1944. od strane Mihailovićevih četnika.